# Brachystola mexicana
Brachystola mexicana är en insektsart som beskrevs av Bruner, L. 1904. Brachystola mexicana ingår i släktet Brachystola och familjen Romaleidae. Inga underarter finns listade i Catalogue of Life.